# ناجی العلی
ناجی العلی کاریکاتوریست فلسطینی مشهورترین کاریکاتوریست خاورمیانه و جهان عرب بود، که در سال ۱۹۸۷ در لندن به قتل رسید.

## زندگی‌نامه
نام کامل وی ناجی سلیم حسین علی بود. در سال ۱۹۳۸ به دنیا آمد و تحصیلاتش را پی گرفت.

## ناجی العلی و ایران
سال ۱۳۵۸، به‌مناسبت نمایشگاهی از آثار مسعود مهرابی در موزه هنرهای معاصر تهران ــ که با نمایشگاهی از آثار هنرمندان فلسطینی هم‌زمان بود ــ با ناجی العلی کاریکاتوریست بزرگ فلسطینی آشنا می‌شود.
مسعود مهرابی در این باره می‌گوید: آشنایی ما به دوستی تبدیل شد و دوستی ما تا زمان شهادتش، با نامه‌نگاری و تبادل آثار ادامه یافت. این ارتباط باعث شد که از کارهای یکدیگر تأثیر بپذیریم. او بعد از بازگشت از تهران، برای ایجاد سایه‌روشن در کارهایش به‌جای آب مرکب ــ که سبک‌اش بود ــ هاشور را جایگزین کرد و من هم ــ در دوره‌ای که کارهایم در زن‌روز چاپ می‌شد ــ از آب مرکب استفاده کردم.
بخشی از گفت‌وگوی جمال رحمتی با ماهنامه سینمایی فیلم در شماره ۵۸۴ این مجله:
《ناجی‌العلی کارتونیستی که به دست اسراییل به قتل رسید یک چهره جهانی در عرصه کارتون است. ناجی‌العلی تحت تأثیر مسعود مهرابی سبک خود را تغییر داده بود. در سفری که به ایران داشت با کارهای مهرابی آشنا می‌شود و تکنیک خود را به تکنیک منحصر به فرد مهرابی نزدیک می‌کند. شاید بسیاری از هم‌وطنان این را ندانند که سبک کارتونیست برجسته بین‌المللی و دنیای اسلام، برگرفته از سبک مسعود مهرابی باشد. 》

## حنظله

حنظله (به معنی سیب تلخ) یک شخصیت کارتونی برساخته ناجی علی کاریکاتوریست فلسطینی است که نماد مصور مردم فلسطین و نشانگر سرنوشت تلخ و اندوهبار آوارگان فلسطینی است.
او یک کودک ۱۰ ساله فلسطینی است که نخستین بار در سال ۱۹۶۹ در روزنامه کویتی السیاسة به تصویر کشیده‌شد. ناجی علی از سال ۱۹۷۳ به این سو حنظله را همواره پشت به بیننده و با دستان قلاب شده در پشت ترسیم کرده‌است. ده‌سالگی سنی‌ست که او مجبور به ترک فلسطین شد و ده‌ساله ماندنش ناشی از آن است که جز در سرزمین خودش نمی‌تواند رشد کند. حنظله همیشه پیراهن ژنده و پابرهنه است و در کاریکاتورهای تازه‌تر گاه در حال سنگ‌پرانی یا شعارنویسی است.

## قتل

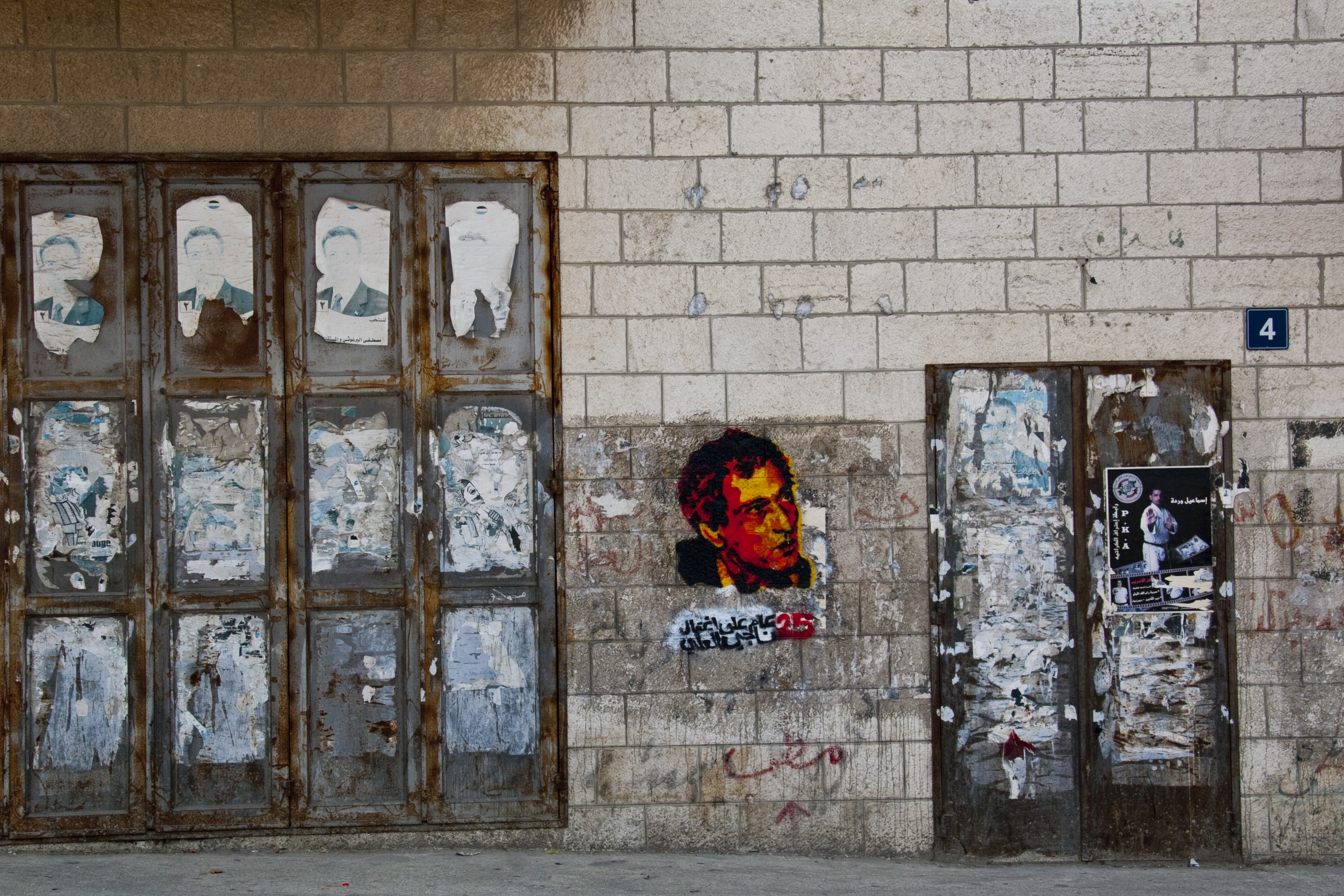
پرتره ناجی العلی در بیست و پنجمین سالگرد ترورش

وی در سال ۱۹۸۷ در لندن به قتل رسید. او در ۲۲ ژوئیه ۱۹۸۷ در حالی مسیر محل کارش از پشت سر مورد اصابت گلوله قرار گرفت و بر اثر جراحت وارد یک ماه پس از حادثه کشته شد. در پی قتل او کسی مجرم شناخته نشد، اما پرونده قتل بعد از ۳۰ سال توسط پلیس لندن به دلیل اینکه ممکن است برخی از افرادی که در زمان قتل حاضر به سخن گفتن نبودند ولی هم‌اکنون شاید تصمیم دیگری داشته باشند دوباره بازگشایی شده‌است.